# 温祢古丹岛
温祢古丹岛（俄語：Онекотан，羅馬化：Onekotan，日语：／ Onnekotan tō */?）俄语音译奥涅科坦岛，是俄罗斯千岛群岛北部的一个无人居住的火山岛。岛名来源于阿伊努语「onne-kotan/オンネ・コタン」（古老的村镇）。长42.5公里，宽11到17公里。北边隔着第四千岛海峡与幌筵岛相望，南为春牟古丹岛，西北有磨勘留岛。在岛南部有一个火山口湖幽仙湖，湖中有全岛最高峰黑石山（标高1325公尺），形成了奇特的“岛中有岛”的奇特景观。海岸地区多为绵延的断崖，只有少部分的沙滩交错其中。东岸有黑石湾，西北部海岸有根茂湾，皆因为湾口过于开阔，被视为不宜抛锚之地。

## 历史
1644年正保御国绘图作成，幕府命松前藩绘制该藩下领域地图，其中含温禰古丹岛。1745年11名日本渔民漂流登岛。1855年日俄和亲通好条约签订将该岛划为俄国领土。1875年桦太千岛交换条约签订，该岛划归日本领有。二战后俄国占领千岛群岛，目前在该岛仅有俄罗斯边境警备队驻扎。